# Orleanesia
Orleanesia é um género botânico pertencente à família das orquídeas (Orchidaceae). Foi proposto por João Barbosa Rodrigues em Genera et Species Orchidearum Novarum 1: 63, em 1877, quando descreveu sua espécie tipo, a Orleanesia amazonica, o nome do gênero é uma homenagem a Dom Gastão de Orléans, Conde d'Eu e Príncipe Imperial do Brasil.

## Distribuição
Orleanesia é composto por cerca de nove espécies epífitas ou rupícolas, de crescimento cespitoso e tamanhos variáveis, amantes de luminosidade, que ocorrem em grande parte do Brasil e noroeste da América do Sul. Algumas das espécies deste gênero são tão similares que dificilemnte dintinguem-se.

## Descrição
Vegetativamente as Orleanesia lembram Epidendrum. Seus pseudobulbos fusiformes, alongados, de secção redonda, de porte variável e diversos nós, são revestidos pelas Baínhas secas das folhas, estas alongadas, lineares e carnosas, permanecem somente cerca de quatro na parte superior do caule, as inferiores caducas. A longa inflorescência racemosa brota da extremidade do caule, é ereta, rígida, com poucas e pequenas flores que abrem em demorada sequência, algo espaçadas na extremidade ou dispostas em subumbela.
Suas flores apresentam sépalas subiguais, linear-lanceoladas e pétalas muito mais estreitas que as sépalas, atenuadas para a base, acuminadas, tombadas sobre a coluna. Como em Caularthron, gênero delas bastante próximo, seu labelo também é totalmente livre da coluna, porém aqui versátil, simples, com lâmina larga e reflexa, algo espessada perto da base. A coluna é curta e bastante larga, de face escavada, com curto prolongamento podiforme, onde se insere o labelo, e que forma um pequeno mento, graças à decurrência da base das sépalas laterais. A antera é apical com quatro polínias.
Em 1925 Schlechter separou deste gênero a Orleanesia yauaperiensis, de folhas mais delgadas, cujo longo caule termina em panícula floribunda, criando para ela o gênero monotípico Huebneria, que entretanto logo foi reincorporado a Orleanesia.

## Filogenia
Segundo a filogenia de Laeliinae publicada por Cássio van den Berg et al., e a despeito de suas flores não apresentarem labelo parcialmente soldado à coluna, Orleanesia encontra-se inserido no clado de Epidendrum, aparentemente entre o Amblostoma armeniacum e algumas espécies de Epidendrum da América Central e então as espécies do gênero Barkeria.